# Папуш Іван Агафонович
Іван Агафонович Папуш (25 червня 1924, Сартана — 9 лютого 2023) — заслужений працівник культури УРСР, почесний громадянин смт Сартани і міста Маріуполя, відомий краєзнавець Приазов'я.

## Біографія
Народився 25 червня 1924 року в селищі Сартана, в селянській грецькій сім'ї. 
З 1931 року І. А. Папуш навчався в Сартанські школі № 8. У роки окупації Іван Агафонович працював в сільгоспартілі селища Сартана. У вересні 1943 року, після звільнення Приазов'я І. А. Папуш був призваний до лав Червоної Армії, брав участь у боях під Мелітополем. Наприкінці 1943 року разом з іншими греками був знятий з фронту і направлений на роботу на метзавод міста Аша Челябінської області як ремонтника доменних печей. З червня 1944 року направлений для проходження служби в розпорядження МВС по Донецькій області.
У 1946 році, після демобілізації, поступає на роботу в Будинку культури селища Сартана на посаду масовика і керівника струнного оркестру (ансамблю). З 1947 по 1949 рік працює десятником, а пізніше техніком-будівельником Приморського райвиконкому (селище Сартана). З 1949 по 1953 рік працює керівником і акомпаніатором учнівського хору школи № 8 селища Сартани. З 1953 по 1957 рік учень Артемівського державного музичного училища по класу баяна і методист керівник-диригент оркестру народних інструментів. Після закінчення училища направляється на роботу в Дзержинському музичну школу (Донецька область) на посаду завуча. У 1961 році Папуш І. А. переводиться Донецьким обласним управлінням культури на роботу в Артемівське музичне училище завучем, а потім директором. У 1969 році заочно закінчує Донецької державний музично-педагогічний інститут.
У 1970 році Іван Агафоновіч призначається директором Жданівського (Маріуполь) державного музичного училища, яке він очолював аж до 1985 року. Під час перебування його директором, Жданівське музучилище отримало друге народження, значно розширившись і поповнившись новими відділеннями та напрямками в роботі і ставши базою для підготовки та перепідготовки музично-педагогічних кадрів в Донецькій області. Займаючи цю посаду, І. А. Папуш показав себе як обдарований і цілеспрямований керівник у зміцненні матеріально-технічної бази училища, вдосконалення та активізації навчального процесу. Під його керівництвом були побудовані гуртожиток і їдальня для іногородніх учнів, відкрито низку музичних шкіл в місті, в тому числі і в селищі Сартані, виділено житло для педколективу училища та інше.
У 1985 році Іван Агафоновіч пішов на заслужений відпочинок. З цього моменту він розкривається зовсім з іншого боку. У 1986 році, після його повернення в рідну Сартану на постійне місце проживання, до нього звернулося правління колгоспу К. Марса з проханням про надання практичної допомоги у створенні в господарстві куточка бойової і трудової слави. Але Іван Агафоновіч переконав керівництво, що давно назріла необхідність створення музею історії селища Сартана. Після обопільної згоди та отримання офіційного дозволу на створення музею селища з боку Донецького управління культури та Міністерства культури УРСР, було визначено місце і створена рада музею. Після шести місяців кропіткої роботи по збору та обробки матеріалів (на громадських засадах) у листопаді 1987 року в урочистій обстановці було відкрито музей історії селища Сартана. У 1990 році музею присвоюється статус «народний». У 1992 році музей стає філією Маріупольського краєзнавчого музею. У 1997 році музей отримує новий статус — «Музей історії та етнографії греків Приазов'я».

## Твори
Іван Агафонович, будучи прекрасним знавцем історії греків зумів узагальнити свої пізнання в цій області, випустивши в 1996 році два томи «Історії стародавньої Греції», які стали методичною літературою для студентів вузів, технікумів, учнів шкіл. У наступні роки з-під пера Папуша І. А. виходять праці з історії та культури греків, у тому числі:
- в 2000 році — «Енциклопедичний словник — «Творча діяльність греків Приазов'я»; «Греки Приазов'я в роки Великої Вітчизняної війни»;
- у 2002 році — «Сартана — минуле і сьогодення»;
- у 2005 році — «Історія та творчість греків Приазов'я» — альбом на новогрецькій та російською мовами;
- в 2007 році — «Народній освіті селища Сартана — 100 років».

## Нагороди
І. А. Папуш за багаторічну плідну працю нагороджений чотирма нагрудними знаками: «За відмінну роботу» Міністерства культури СРСР і Міністерства вищої і середньої спеціальної освіти, «Відмінник шефства над Збройними Силами СРСР», «Відмінник культурного шефства над селом».
Нагороджений також медалями «За доблесну працю», «Ветеран праці», багатьма дипломами, почесними грамотами Міністерства культури СРСР, УРСР, обласного управління культури, міського відділу культури, ФГТУ і т. д. Всього його ратні і трудові подвиги відзначені 13-ма орденами і медалями.
У 1990 році І. А. Папушу присвоєне почесне звання «Заслужений працівник культури УРСР». Він є почесним громадянином селища Сартана і Маріуполя.
З 2002 року він член Національної спілки журналістів України. У загальноміському конкурсі «Маріуполець 2001 року» був лауреатом у номінації «Громадський діяч».

## Родинні зв'язки
- батько — Папуш Агафон Юрійович (1893 - 1937), репресований, реабілітований у 1960 році;
- мати — Папуш (до шлюбу Чавка) Марія Степанівна (1900—1949) народилася в селищі Сартана, була вихідцем зі знаменитого роду Гаргано.
- дружина — Папуш В. Г. (1925—2008), грекиня.

Діти:
- Уткіна (Папуш) Марія Іванівна, 1949 року народження, гречанка, освіта вища, працює головою профспілки працівників культури Маріупольської міської ради;
- Папуш Раїса Іванівна — 1952 року народження, грекиня, викладачка музучилища;
- Папуш Віктор Іванович — 1957 року народження, грек, працює на підприємстві міста;
- Папуш Ростислав Іванович — 1963 року народження, грек, підприємець.

Діти чудово володіють сартанським діалектом і разом з мамою завжди надавали допомогу і підтримку Івану Агафоновічу в його справах.